# 2024
2024 (MMXXIV) var ett skottår som började en måndag i den gregorianska kalendern.

## Händelser

### Januari
- 1 januari
  - Egypten, Etiopien, Förenade arabemiraten och Iran  blir medlemmar i Brics.[1]
  - Republiken Artsakh upplöses formellt efter Azerbajdzjans återerövring av regionen Nagorno-Karabach.[2]
  - 515 personer omkommer och 1 389 skadas då en jordbävning på 7,5 Mw inträffar på Notohalvön i Japan. Ytterligare fem personer omkommer dagen därpå och 15 skadas på Tokyo-Hanedas internationella flygplats i Tokyo då ett flygplan med biståndsmaterial från japanska kustbevakningen kolliderar med ett passagerarflygplan.[3]
  - Etiopien tillkännager ett avtal med Somaliland om att använda hamnen i Berbera. Etiopien säger också att de så småningom kommer att erkänna Somalilands självständighet och blir därmed det första landet att göra det.[4]
- 3 januari
  - Runt 1 000 bilar fastnar i ett snöoväder på E22 mellan Hörby och Kristianstad.[5]
  - 95 personer dödas då två bomber detonerar vid en minnesceremoni vid den iranske generalen Qasem Soleimanis grav i Kerman, Iran. Terrorgruppen Islamiska staten tar på sig dådet.[6]
- 11 januari – Den USA-ledda koalitionen Operation Prosperity Guardian angriper mål i Jemen med kryssningsrobotar och stridsflyg, som ett svar på den jemenitiska huthirörelsens attacker mot lastfartyg i Suezkanalen och Röda havet.[7]
- 13 januari – Presidentval hålls i Taiwan, där Lai Ching-te från det styrande partiet DPP segrar med 40 % av rösterna.[8]
- 14 januari –  Danmarks regerande drottning Margrethe II abdikerar och överlåter Danmarks tron till sin son, kronprins Frederik (Frederik X).[9]
- 16 januari – Iran genomför en serie robot- och drönarattacker inom Pakistans provins Baluchistan och hävdar att man har attackerat den iranska baluchiska militantgruppen Jaish ul-Adl.[10]
- 18 januari – Marcus Wandt blir den tredje svensken i rymden med rymdfärden Axiom Mission 3.[11]
  - Pakistan genomför vedergällningsflyganfall mot Irans provins Sistan och Baluchestan.[12]
  - 26 januari – Kriget mellan Hamas och Israel: Internationella domstolen i Haag meddelar att Israel måste vidta ”alla åtgärder som står i dess makt” för att förhindra folkmordshandlingar under det pågående kriget på Gazaremsan.[13]

- 19 januari – Japan blir det femte landet att lyckas med en mjuklandning på månen med sitt SLIM-uppdrag.[14]

- 24 januari – Korochansky Il-76-kraschen 2024: Ett ryskt militärt transportplan av typen Iljusjin Il-76 med (enligt Ryssland) 65 ukrainska krigsfångar, 6 besättningsmän och 3 vakter ombord kraschar i Rysslands Korochansky-distrikt, nära den ukrainska gränsen, och dödar alla ombord.[15]

- 26 januari – Kriget mellan Hamas och Israel: Internationella domstolen i Haag meddelar att Israel måste vidta ”alla åtgärder som står i dess makt” för att förhindra folkmordshandlingar under det pågående kriget på Gazaremsan.[16]

### Februari
- 2 februari – USA inleder flyganfall mot 85 mål i Irak och Syrien som svar på en dödlig drönarattack mot en amerikansk militärbas i Jordanien.[17]
- 11 februari
  - En andra och avgörande valomgång hålls av presidentvalet i Finland, där Alexander Stubb väljs till ny president med 51,4 % av rösterna.[18]
  - Kansas City Chiefs vinner Super Bowl LVIII över San Francisco 49ers, och tar därmed sin andra raka seger i Super Bowl.[19][20]
- 12 februari
  - Lisebergs planerade vattenpark Oceana totalförstörs i en brand, bara månader före invigningen. En person omkommer.
- 22 februari – Det amerikanska företaget Intuitive Machines Nova-C-landare blir det första kommersiella fordonet att landa på månen.[21][22]
- 29 februari – Kriget mellan Hamas och Israel: Minst 112 personer dödas och 769 skadas då soldater från Israels försvarsmakt öppnar eld mot civila som köar för hjälpförsändelser i Gaza.[23]

### Mars
- 7 mars – Sverige blir medlem i Nato.[24]
- 10 mars – Nyval hålls i Portugal sedan premiärminister António Costa meddelat sin avgång, där mittenhögeralliansen Demokratisk allians under partiledaren Luís Montenegro får flest mandat.[25]
- 17 mars – Presidentval hålls i Ryssland, där den sittande presidenten Vladimir Putin blir omvald för en femte mandatperiod med 88 % av rösterna. Valet beskrivs av observatörer som riggat.[26]
- 22 mars – Minst 133 personer dödas och 152 skadas i ett attentat mot en konsertlokal utanför Rysslands huvudstad Moskva.[27]
- 25 mars – FN:s säkerhetsråd godkänner en resolution som manar till omedelbar vapenvila i Gaza efter att USA, som tidigare lagt in sitt veto mot liknande resolutioner, lägger ner sin röst.[28]
- 31 mars – Gränskontrollerna vid de inre luft- och sjögränserna mellan Bulgarien, Rumänien och Schengenområdet upphävs.[29]

### April
- 2 april – En person dödas och två andra skadas allvarligt i en skolskjutning i Vanda i Finland. Såväl gärningspersonen som offret är omkring 12 år gamla.[30]
- 5 april – Ecuadoriansk polis stormar Mexikos ambassad i Ecuadors huvudstad Quito och griper den tidigare ecuadorianske vicepresidenten Jorge Glas, som flytt till ambassaden efter att ha beviljats politisk asyl i Mexiko. Räden fördöms av flera länder, och leder till att Mexiko bryter sina diplomatiska förbindelser med Ecuador.[31]
- 8 april – Total solförmörkelse i Nordamerika.[32]

### Maj
- 11 maj - Finalen i Eurovision Song Contest 2024 äger rum i Malmö i Sverige. Vinnare blir Schweiz med bidraget ”The Code”, framfört av Nemo.[33]
- 19 maj – Åtta personer, däribland Irans president Ebrahim Raisi och utrikesminister Hossein Amir-Abdollahian, omkommer i en helikopterolycka i Shahrestān-e Varzaqān i provinsen Östazerbaijan i Iran.[34]
- 24 maj – Kriget mellan Hamas och Israel: Internationella domstolen i Haag beordrar Israel att stoppa sin militära offensiv i Rafah på Gazaremsan som en provisorisk åtgärd medan landet utreds för brott mot folkmordskonventionen.[35]
- 29 maj – Allmänna val hålls i Sydafrika.
- 31 maj – De första utdelningarna av de svenska riddarordnarna till svenska medborgare sedan år 1974 äger rum.[36]

### Juni
- 1 juni – I parlamentsvalet i Indien, världshistoriens största val som pågått i sammanlagt 44 dagar, påbörjas rösträkningen. Det styrande partiet Bharatiya Janata Party förlorar sin egen majoritet i parlamentet, men partiets valallians National Democratic Alliance blir fortsatt störst, vilket leder den sittande premiärministern Narendra Modi till en tredje mandatperiod.[37]
- 2 juni – President- och kongressval hålls i Mexiko, där Claudia Sheinbaum väljs till landets första kvinnliga president.[38]
- 6–9 juni – Val till Europaparlamentet äger rum.
- 14 juni–14 juli – Europamästerskapet i fotboll spelas i Tyskland.[39]
- 15 juni – I en fångutväxling mellan Sverige och Iran släpps svensken Johan Floderus och svensk-iraniern Saeed Azizi, som suttit häktade i Iran, mot iraniern Hamid Noury, som dömts för folkrättsbrott och fängslats i Sverige.[40]
- 20 juni – Över 1000 personer omkommer till följd av extrem hetta och ytterligare flera tusen vårdas för värmeslag i samband med hajj, den årliga pilgrimsfärden till islams heliga stad Mecka i Saudiarabien.[41]
- 23 juni – Minst 19 personer dödas i väpnade attacker mot två kyrkor och en synagoga i städerna Derbent och Machatjkala i den ryska delrepubliken Dagestan.[42]
- 24 juni – Wikileaks grundare Julian Assange släpps ur fängelse i Storbritannien och tillåts återvända till sitt hemland Australien som en fri man, efter en överenskommelse i en amerikansk domstol där Assange erkänner sig skyldig till att ha spridit hemligstämplad information.[43]
- 26 juni – I Bolivia sker ett försök till statskupp under ledning av general Juan José Zúñiga mot president Luis Arce, men misslyckas.[44]

### Juli
- 4 juli – Allmänna val hålls i Storbritannien, där labourpartiet vinner i en jordskredsseger. Partiledaren Keir Starmer ersätter det konservativa partiets Rishi Sunak som premiärminister.[45]
- 5 juli – Presidentval hålls i Iran, där den reforminriktade Masoud Pezeshkian segrar.[46]
- 7 juli – En andra omgång av parlamentsvalet 2024 hålls i Frankrike, efter en första valomgång den 30 juni. Största parti blev vänsteralliansen Nya folkfronten, följda av president Emmanuel Macrons mittenkoalition Ensemble och högerextrema Nationell samling.[47] Inget av partierna vinner dock en egen majoritet i Frankrikes nationalförsamling.[48]
- 13 juli – Under ett kampanjmöte i Butler, Pennsylvania inför presidentvalet i USA 2024 utsätts landets tidigare president Donald Trump för ett mordförsök och skottskadas lindrigt. Gärningsmannen och en mötesdeltagare dödas, och ytterligare tre mötesdeltagare skadas.[49]
- 26 juli–11 augusti – De 33:e olympiska sommarspelen äger rum i Paris, Frankrike.[50]

### Augusti
- 1 augusti – 26 fångar utväxlas(en) mellan å ena sidan Ryssland och Belarus (16 frisläppta, däribland Evan Gershkovich, Vladimir Kara-Murza, Ilja Jasjin) och å andra sidan flera västländer (10 frisläppta), den största fångutväxlingen sedan slutet av kalla kriget.
- 3 augusti – Sebastian Norberg vinner, som andre svensk, Norseman Xtreme Triathlon i Norge.
- 5 augusti – Efter veckor av våldsamma protester i Bangladesh avgår landets premiärminister Sheikh Hasina, som suttit vid makten sedan 2009.[51]
- 8 augusti – Guldgruvan Fäbodtjärn öppnas som första nya gruva i Sverige på tio år.
- 14 augusti – Världshälsoorganisationen (WHO) förklarar ett internationellt hälsonödläge för den andra gången på två år, med anledning av spridningen av viruset mpox i afrikanska länder.[52]
- 28 augusti–8 september – Paralympiska sommarspelen äger rum i Paris, Frankrike.[53]

### September
- 17 september – Minst nio personer dödas och omkring 3 000 skadas efter en våg av explosioner av personsökare, de flesta ägda av medlemmar i Hizbollah, i Libanon. Både den libanesiska regeringen och Hizbollah beskriver explosionerna som en koordinerad attack genomförd av Israel.[54]
- 27 september – Israels flygvapen genomför ett flertal bombningar mot Libanons huvudstad Beirut, med det uttalade målet att attackera Hizbollahs högkvarter i förorten al-Dahiya. Följande dag bekräftas att Hizbollahs ledare Hassan Nasrallah dödats i en av attackerna.[55]
- 29 september – Parlamentsval hålls i Österrike, där högerextrema Frihetspartiet blir största parti med 29 procent av rösterna.[56]

### Oktober
- 1 oktober
  - Israel inleder en markinvasion av Libanon. En talesperson för Israels försvarsmakt benämner invasionen som en ”begränsad” insats mot styrkor från Hizbollah i den södra delen av landet.[57]
  - Iran avfyrar ett stort antal robotar mot militära mål i Israel, i vad man beskriver som en vedergällning för tidigare israeliska attacker mot ledare för Hamas och Hizbollah.[58]
- 26 oktober – Parlamentsval hålls i Georgien, där det regerande partiet Georgisk dröm vinner med 54 procent av rösterna. Resultatet accepteras inte av den georgiska oppositionen, som tillsammans med USA och europeiska länder kräver en utredning av valet efter anklagelser om oegentligheter.[59]
- 29 oktober – M/S Nova, världens första elektriska bärplansbåt i linjetrafik, börjar trafikera Storstockholms Lokaltrafiks Ekerölinjen.
- 30 oktober – Stora regnmängder leder till kraftiga översvämningar i södra och östra Spanien, där över 200 personer omkommer och flera saknas.[60]

### November
- 1 november – Taket vid järnvägsstationen i Novi Sad i Serbien kollapsar och dödar 14 personer.
- 5 november – Presidentval hålls i USA,[61] där landets före detta president, Republikanernas Donald Trump, besegrar den sittande vicepresidenten Kamala Harris från Demokraterna.[62]
- 6 november – Tysklands regering kollapsar efter att förbundskansler Olaf Scholz från socialdemokratiska SPD avskedar finansminister Christian Linder från liberala FDP, vilket får det senare partiets övriga ministrar att lämna regeringen. Nyval väntas hållas under våren 2025.[63]
- 11–22 november: FN:s klimattoppmöte COP29 hålls i Azerbajdzjans huvudstad Baku, och resulterar i ett avtal om att rika länder ska betala 300 miljarder amerikanska dollar årligen för att finansiera fattiga länders klimatomställning. De fattiga länderna, som krävt betydligt större finansiering, kritiserar beslutet.[64]
- 21 november – Internationella brottmålsdomstolen utfärdar arresteringsordrar mot Israels premiärminister Benjamin Netanyahu och förre försvarsminister Yoav Gallant, för misstänkta krigsbrott och brott mot mänskligheten begångna under det pågående kriget mellan Hamas och Israel. En arresteringsorder utfärdas även mot Mohammed Deif, ledare för Hamas väpnade gren, som av Israel uppges ha dödats i juli.[65]
- 26 november – En vapenvila sluts mellan Israel och Hizbollah i Libanon.[66]

### December
- 1 december – En första presidentvalsomgång hålls i Rumänien, där ytterhögerns kandidat Calin Georgescu oväntat får störst andel röster. Resultatet upphävs dock av landets högsta domstol den 6 december efter misstankar om oegentligheter, och hela valprocessen måste göras om.[67]
- 3 december – Sydkoreas president Yoon Suk-yeol inför undantagstillstånd och krigslagar i landet, med motivet att skydda landet från ”kommunistiska krafter” inom den politiska oppositionen. Efter stora protester och en majoritetsomröstning i parlamentet upphävs dock undantagstillståndet efter några timmar.[68]
- 4 december – Frankrikes regering faller efter en misstroendeomröstning i nationalförsamlingen mot premiärminister Michel Barnier.[69]
- 8 december – Syriens president Bashar al-Assad avsätts och går i exil i Moskva efter att den jihadistiska milisgruppen Hayat Tahrir al-Sham genomfört en hastig offensiv i landet och intagit huvudstaden Damaskus.[70]

## Framtida händelser

### Okänt datum
- Detta år beräknas 25 % av Japans befolkning beräknas vara äldre än 65 år.[71]
- I Sverige beräknas antalet invånare över 65 år att vara 1,8 miljoner.[72]

## Avlidna

### Januari
- 1 januari

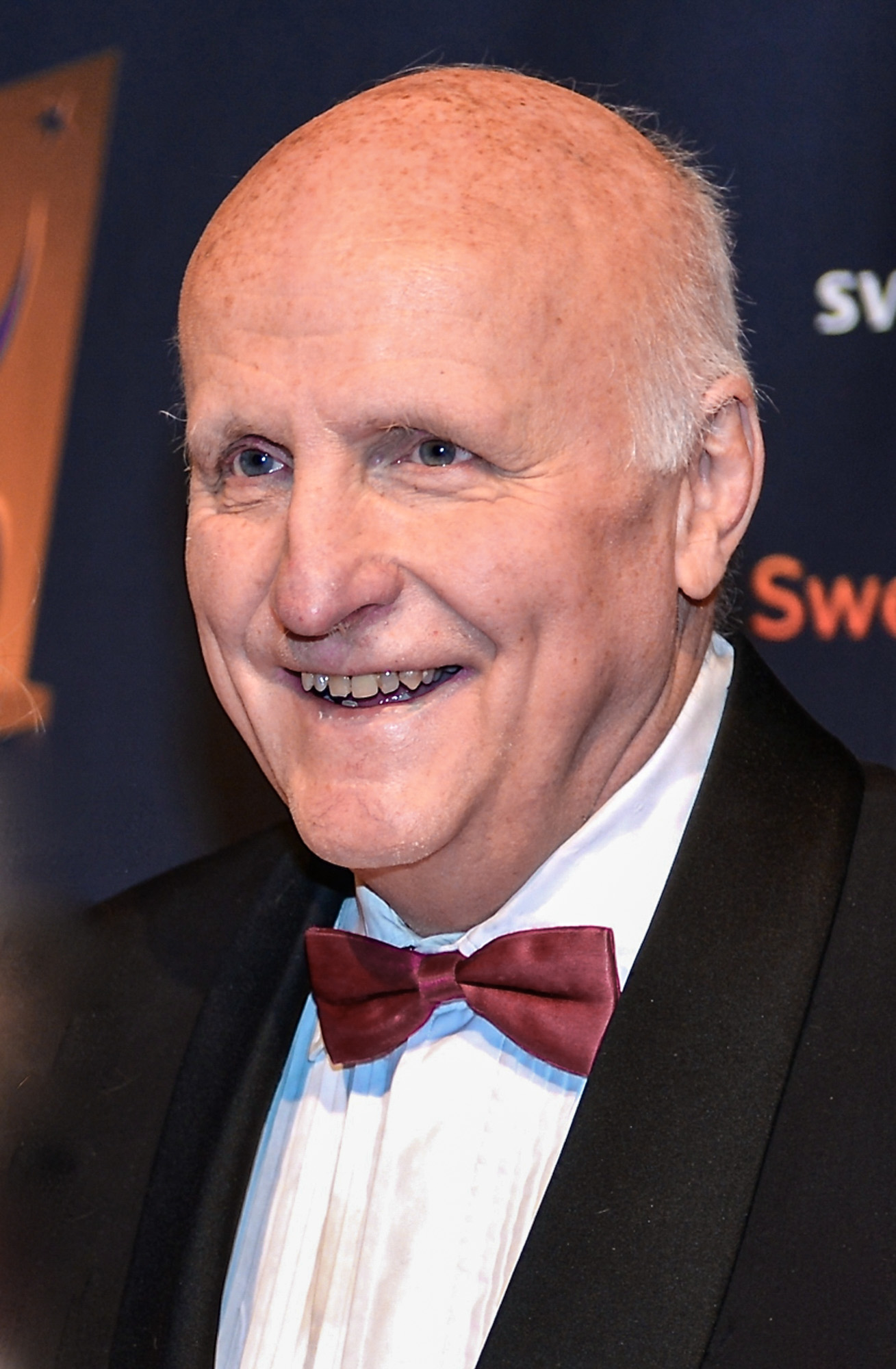
Den svenske sportjournalisten Arne Hegerfors avled 29 januari, 81 år gammal.

  - Lars Collmar, 84, svensk präst och skribent.
  - Niklaus Wirth, 89, schweizisk ingenjör och datavetare.
- 4 januari
  - Glynis Johns, 100, brittisk skådespelare, dansare och sångare.
  - Marie Nilsson Lind, 62, svensk sångare och låtskrivare.
- 5 januari – Mário Zagallo, 92, brasiliansk fotbollsspelare och fotbollstränare.
- 7 januari – Franz Beckenbauer, 78, tysk fotbollsspelare och fotbollstränare.
- 14 januari – Lev Rubinstein, 76, rysk poet, essäist och aktivist.
- 16 januari – Torsten Wahlund, 85, svensk skådespelare.
- 20 januari – Norman Jewison, 97, kanadensisk filmregissör.
- 22 januari – Arno Penzias, 90, amerikansk fysiker och radioastronom, Nobelpristagare i fysik 1978.
- 23 januari – Frank Farian, 82, tysk musikproducent och sångare.
- 27 januari – Lillebjørn Nilsen, 73, norsk sångare, musiker och låtskrivare.
- 29 januari – Arne Hegerfors, 81, svensk sportjournalist och TV-programledare.

### Februari

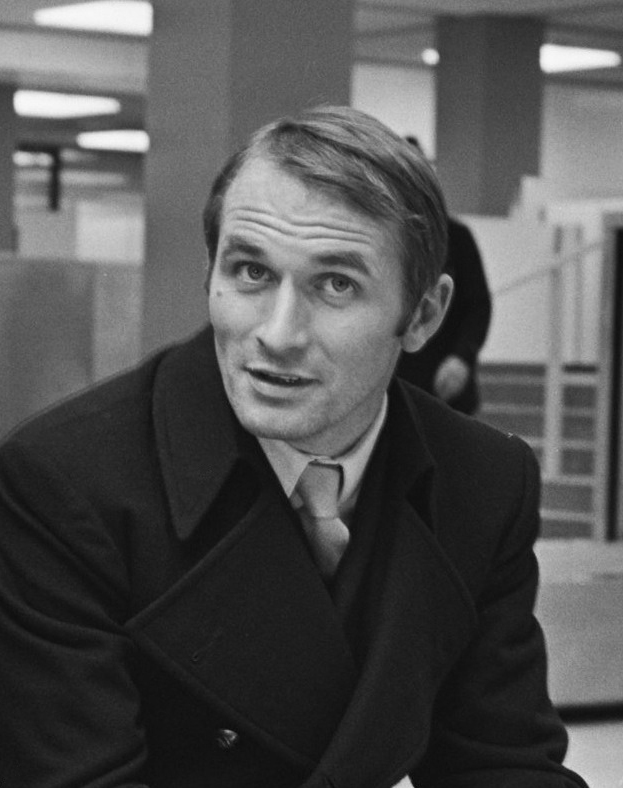
Den svenske fotbollsspelaren Kurt ”Kurre” Hamrin avled 4 februari, 89 år gammal.

- 1 februari – Carl Weathers, 76, amerikansk skådespelare.
- 3 februari – Viktor Emanuel av Savojen, 86, italiensk tronföljare, son till Umberto II av Italien.
- 4 februari
  - Hage Geingob, 82, namibisk politiker, president 2015–2024 och premiärminister 1990–2002 samt 2012–2015.
  - Kurt ”Kurre” Hamrin, 89, svensk fotbollsspelare.
- 5 februari – Dries van Agt, 93, nederländsk politiker, premiärminister 1977–1982.
- 6 februari
  - John Bruton, 74, irländsk politiker och diplomat, regeringschef 1994–1997.
  - Sebastián Piñera, 74, chilensk politiker och affärsman, president 2010–2014 och 2018–2022.
  - Seiji Ozawa, 88, japansk dirigent.
- 9 februari – Roland Grip, 83, svensk fotbollsspelare.
- 16 februari – Aleksej Navalnyj, 47, rysk oppositionsledare och regimkritiker.
- 17 februari – Johan Galtung, 93, norsk professor och freds- och konfliktforskare.
- 21 februari – Roger Guillemin, 100, fransk-amerikansk neuroendokrinolog, Nobelpristagare i fysiologi eller medicin 1977.
- 24 februari – Gunnar Weman, 91, svensk kyrkoledare, ärkebiskop 1993–1997.
- 25 februari – Georg Riedel, 90, svensk musiker och kompositör.
- 26 februari – Jacob Rothschild, 4:e baron Rothschild, 87, brittisk bankman och politiker.
- 28 februari – Nikolaj Ryzjkov, 94, rysk politiker, ordförande i Sovjetunionens ministerråd (premiärminister) 1985–1991.
- 29 februari
  - Brian Mulroney, 84, kanadensisk politiker, premiärminister 1984–1993.
  - Ali Hassan Mwinyi (en), 98, tanzanisk politiker, president 1985–1995.
  - Paolo Taviani, 92, italiensk filmregissör och manusförfattare.

### Mars
- Exakt datum saknas – Eric Carmen, 74, amerikansk sångare och låtskrivare.
- 1 mars – Iris Apfel, 102, amerikansk modedesigner, inredningsdesigner och affärskvinna.
- 2 mars – Søren Pape Poulsen, 52, dansk politiker, justitieminister 2016–2019, partiledare för Konservative Folkeparti 2014–2024.
- 8 mars – Herbert Kroemer, 95, tysk fysiker, nobelpristagare i fysik 2000.
- 11 mars – Lisa Larson, 92, svensk keramiker.
- 13 mars – Marcello Gandini, 85, italiensk bildesigner (Lamborghini).
- 14 mars – Frans de Waal, 75, nederländsk primatolog och etolog.
- 19 mars – M. Emmet Walsh, 88, amerikansk skådespelare.
- 20 mars
  - Sten Elfström, 81, svensk skådespelare.
  - Tor-Erik Rautio, 78, svensk trumslagare.
- 23 mars – Ulf Georgsson, 61, svensk trumslagare och låtskrivare.
- 26 mars – Richard Serra, 85, amerikansk skulptör.
- 27 mars – Daniel Kahneman, 90, israelisk-amerikansk psykolog och ekonom, mottagare av Sveriges Riksbanks ekonomipris 2002.
- 27 mars – Ingrid Wirsin, 94, svensk journalist och författare.
- 29 mars – Louis Gossett Jr., 87, amerikansk skådespelare.

### April
- 2 april – Maryse Condé, 90, guadeloupisk författare.
- 5 april – Mohammed Dionne, 64, senegalesisk politiker, premiärminister 2014–2019.
- 7 april – Barbara Czarniawska, 75, polsk-svensk professor i företagsekonomi.
- 8 april – Peter Higgs, 94, brittisk fysiker, Nobelpristagare i fysik 2013.
- 10 april – O.J. Simpson, 76, amerikansk utövare av amerikansk fotboll, skådespelare och dömd brottsling.
- 11 april – Anna-Greta Leijon, 84, svensk politiker (socialdemokrat), arbetsmarknadsminister 1982–1987 och justitieminister 1987–1988.
- 12 april – Roberto Cavalli, 83, italiensk modedesigner.
- 19 april – Daniel Dennett, 82, amerikansk filosof, kognitions- och evolutionsvetare och författare.
- 28 april – Elisabeth Husmark, 92, svensk journalist.
- 30 april
  - Paul Auster, 77, amerikansk författare och manusförfattare.
  - Duane Eddy, 86, amerikansk gitarrist.

### Maj
- 4 maj – Frank Stella, 87, amerikansk bildkonstnär och skulptör.
- 5 maj – Bernard Hill, 79, brittisk skådespelare.
- 8 maj – Peter Pluntky, 83, svensk antikexpert.
- 10 maj – Hans Wahlgren, 86, svensk skådespelare.
- 11 maj – Charlotte Reimerson, 97, svensk konsumentupplysare och författare.
- 12 maj – David Sanborn, 78, amerikansk altsaxofonist och kompositör.
- 13 maj – Alice Munro, 92, kanadensisk författare, Nobelpristagare i litteratur 2013.
- 18 maj – Palle Danielsson, 77, svensk jazzmusiker.
- 19 maj
  - Peder Falk, 76, svensk skådespelare.
  - Ebrahim Raisi, 63, iransk politiker, president 2021–2024.
- 23 maj
  - John Boardman, 96, brittisk arkeolog och konsthistoriker.
  - Morgan Spurlock, 53, amerikansk filmskapare.
- 25 maj – Richard M. Sherman, 95, amerikansk textförfattare och kompositör.

### Juni

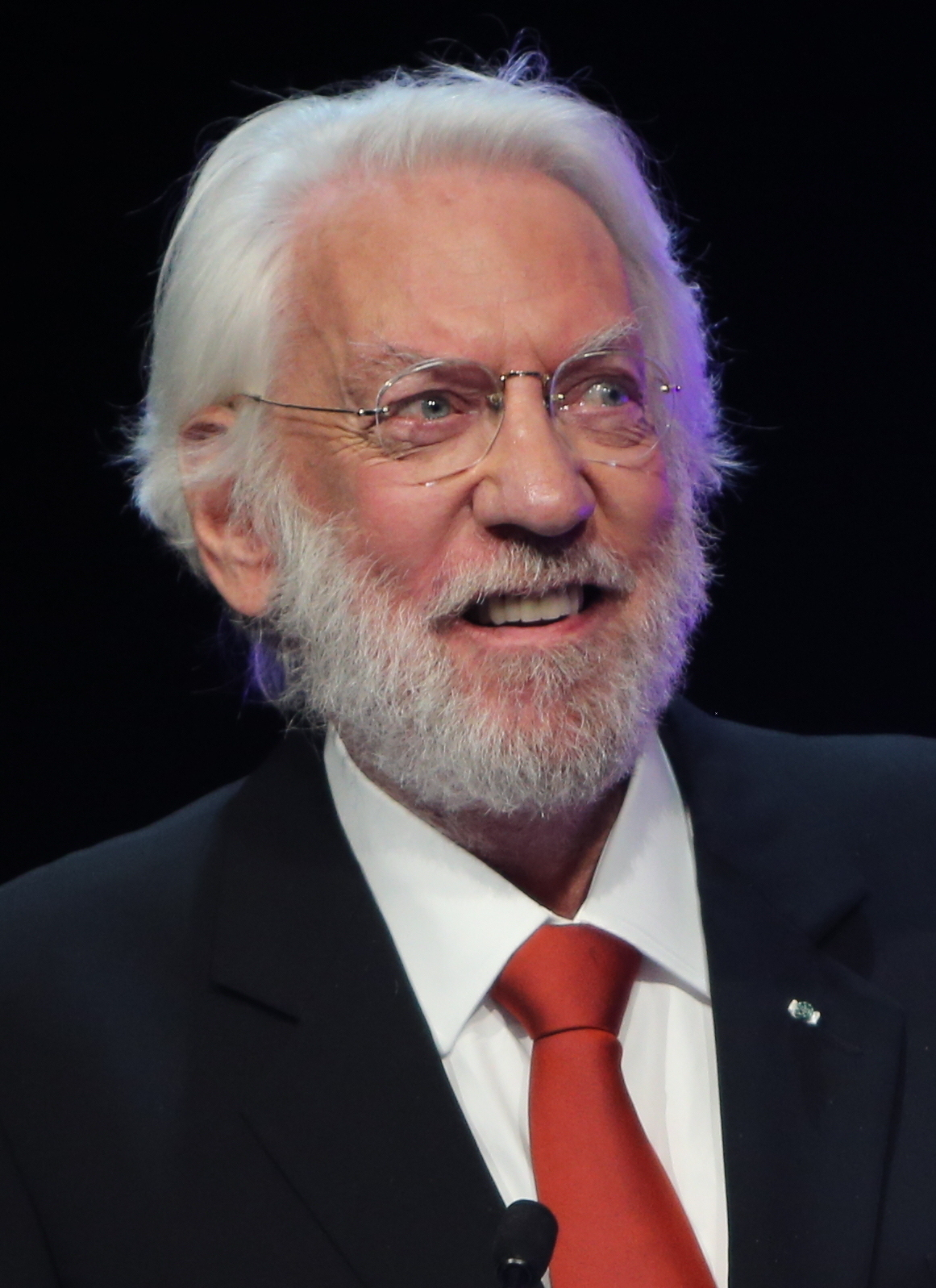
Den kanadensiske skådespelaren Donald Sutherland avled 20 juni, 88 år gammal.

- 2 juni – Janis Paige, 101, amerikansk skådespelare och sångare.
- 3 juni – Brigitte Bierlein, 74, österrikisk jurist och domare, förbundskansler 2019–2020.
- 5 juni – Michael Mosley, 67, brittisk läkare och hälsorådgivare.
- 6 juni – Fumihiko Maki, 95, japansk arkitekt.
- 8 juni – Mark James, 83, amerikansk låtskrivare.
- 11 juni – Françoise Hardy, 80, fransk sångare, låtskrivare och skådespelare.
- 12 juni – Jerry West, 86, amerikansk basketspelare och -tränare.
- 16 juni – Anders Bodegård, 80, svensk översättare.
- 18 juni – Anouk Aimée, 92, fransk skådespelare.
- 20 juni – Donald Sutherland, 88, kanadensisk skådespelare.
- 30 juni – Stefan Lisinski, 72, svensk journalist.

### Juli
- 1 juli
  - Ismail Kadare, 88, albansk-fransk författare.
  - Anna Roll, 82, svensk skådespelerska.
  - Robert Towne, 89, amerikansk manusförfattare och filmregissör.
  - Jan-Erik Wikström, 91, svensk politiker (folkpartist), ämbetsman och förlagsman, utbildningsminister 1976–1982.
- 4 juli – Ewy Rosqvist-von Korff, 94, svensk rallyförare.
- 5 juli
  - Jon Landau, 63, amerikansk filmproducent.
  - Bengt Samuelsson, 90, svensk forskare, Nobelpristagare i fysiologi eller medicin 1982.
- 8 juli – Jógvan Sundstein, 91, färöisk politiker, Färöarnas lagman (regeringschef) 1989–1991.
- 9 juli – Jerzy Stuhr, 77, polsk teater- och filmskådespelare, regissör och manusförfattare.
- 11 juli – Shelley Duvall, 75, amerikansk skådespelare.
- 12 juli
  - Tonke Dragt, 93, nederländsk författare och illustratör.
  - Bill Viola, 73, amerikansk videokonstnär.
  - Ruth Westheimer, 96, amerikansk sexterapeut.
- 13 juli
  - Shannen Doherty, 53, amerikansk skådespelare.
  - Richard Simmons, 76, amerikansk tränings- och bantningsprofil.
- 14 juli – Sylvain Saudan, 87, schweizisk extremskidåkare.
- 15 juli – Salomon Schulman, 76, svensk författare, översättare och barnläkare.
- 16 juli – Ulf Dageby, 80, svensk kompositör och musiker.
- 18 juli – Bob Newhart, 94, amerikansk skådespelare.
- 19 juli – Nguyễn Phú Trọng, 80, vietnamesisk politiker, generalsekreterare för Vietnams kommunistiska parti sedan 2011, Vietnams president 2018–2021.
- 20 juli – Eva Swartz, 68, svensk företagsledare.
- 22 juli – John Mayall, 90, amerikansk bluesmusiker.
- 23 juli – Robin Warren, 87, australisk patolog, Nobelpristagare i fysiologi eller medicin 2005.
- 27 juli
  - Edna O'Brien, 93, irländsk författare.
  - Wolfgang Rihm, 72, tysk kompositör.
- 28 juli – Michael av Grekland, 85, grekisk prins och författare.
- 31 juli – Ismail Haniya, 61, palestinsk islamist och politiker, premiärminister 2006–2007 och högste ledare för Hamas sedan 2017.

### Augusti

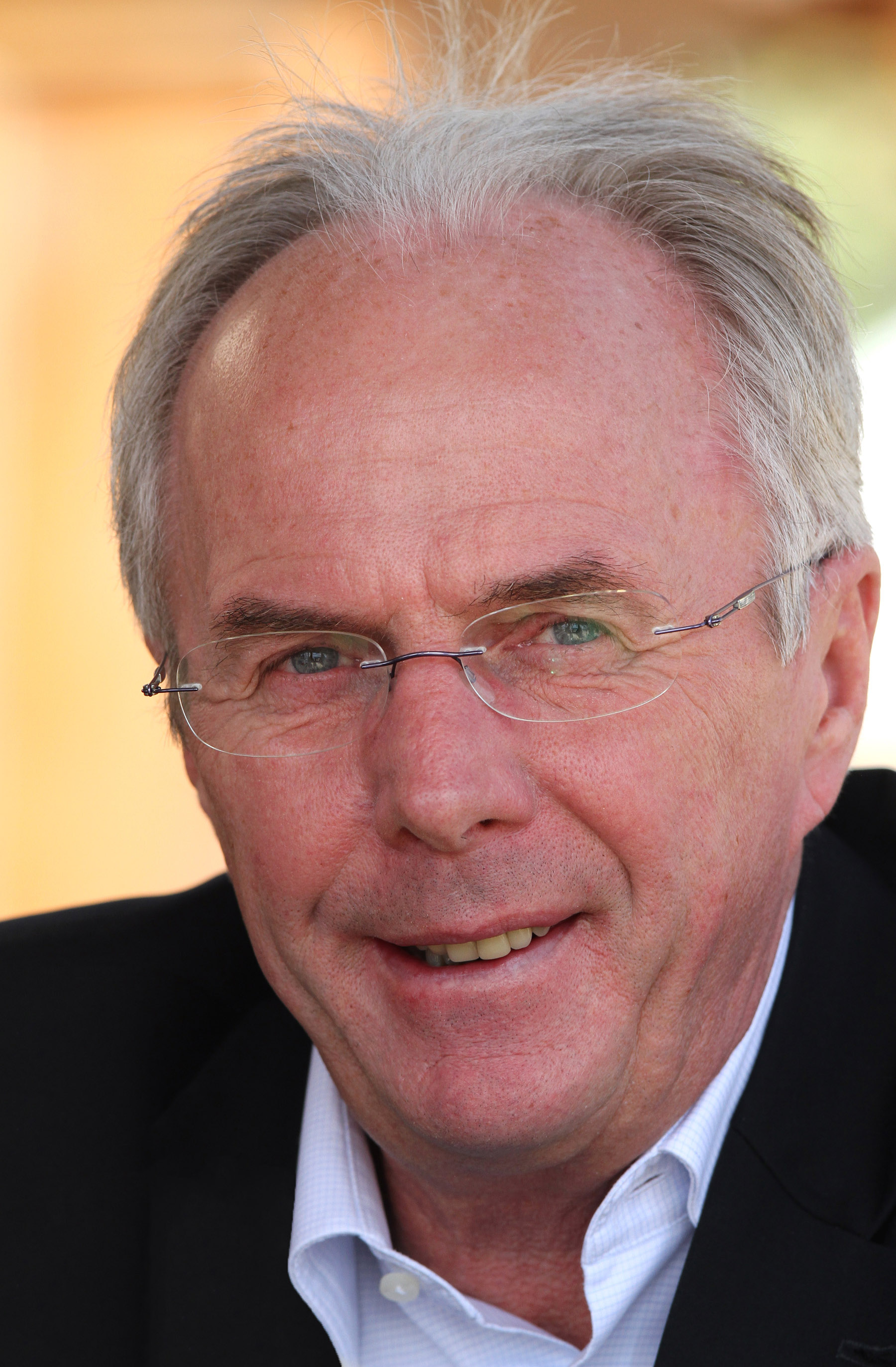
Den svenske fotbollsspelaren och tränaren Sven-Göran "Svennis" Eriksson avled 26 augusti, 76 år gammal.

- 4 augusti – Tsung-Dao Lee, 97, kinesisk-amerikansk fysiker, Nobelpristagare i fysik 1957.
- 9 augusti – Susan Wojcicki, 56, amerikansk företagsledare, VD för Youtube 2014–2023.
- 14 augusti
  - Lasse Björn, 92, svensk ishockeyspelare.
  - Gena Rowlands, 94, amerikansk skådespelare.
- 16 augusti – Figgehn Idestål, 39, svensk youtubare.
- 17 augusti – Helen Fisher, 79, amerikansk antropolog.
- 18 augusti
  - Alain Delon, 88, fransk skådespelare.
  - Stefan Mählqvist, 81, svensk litteraturvetare, författare och översättare.
- 19 augusti – María Branyas Morera, 117, spansk kvinna som var världens äldsta människa sedan 2023.
- 22 augusti – Peter Lundgren, 59, svensk tennisspelare och tränare.
- 26 augusti – Sven-Göran "Svennis" Eriksson, 76, svensk fotbollsspelare och -tränare.
- 29 augusti – Johnny Gaudreau, 31, amerikansk ishockeyspelare.

### September

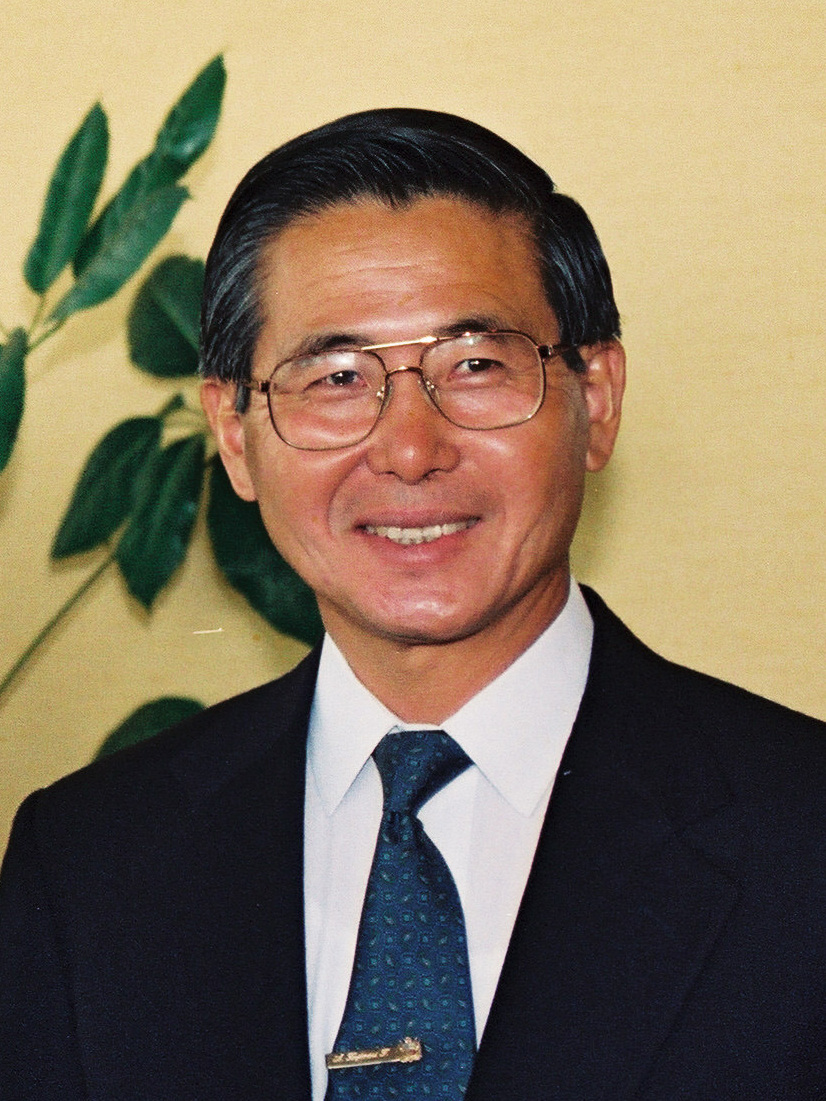
Den peruanske politikern och tidigare presidenten Alberto Fujimori avled 11 september, 86 år gammal.

- 2 september – Aleksandr Medved, 86, ukrainskfödd belarusisk fristilsbrottare (tävlade för Sovjetunionen).
- 3 september – Göran Fristorp, 76, svensk sångare, gitarrist och låtskrivare.
- 4 september – Bora Đorđević, 71, serbisk sångare och låtskrivare.
- 5 september – Sérgio Mendes, 83, brasiliansk pianist, kompositör och arrangör.
- 6 september
  - Rebecca Horn, 80, tysk bildkonstnär och filmskapare.
  - Will Jennings, 80, amerikansk sångtextförfattare.
- 9 september – James Earl Jones, 93, amerikansk skådespelare.
- 11 september – Alberto Fujimori, 86, peruansk politiker, president 1990–2000.
- 14 september
  - Jaber al-Mubarak al-Hamad al-Sabah, 82, kuwaitisk kunglighet och politiker, premiärminister 2011–2019 och försvarsminister 2001–2011.
  - Berit Ås, 96, norsk socialpsykolog och politiker.
- 15 september – Elias Khoury, 76, libanesisk författare, dramatiker och kritiker.
- 21 september – Benny Golson, 95, amerikansk kompositör, musikarrangör och musiker (tenorsaxofon).
- 22 september – Fredric Jameson, 90, amerikansk litteraturkritiker och filosof.
- 27 september
  - Hassan Nasrallah, 64, libanesisk shiitisk ulama och politiker, högste ledare för Hizbollah sedan 1992.
  - Maggie Smith, 89, brittisk skådespelare.
- 28 september
  - Bengt Frithiofsson, 85, svensk journalist, vinkritiker och författare.
  - Kris Kristofferson, 88, amerikansk sångare, låtskrivare, gitarrist och skådespelare.

### Oktober

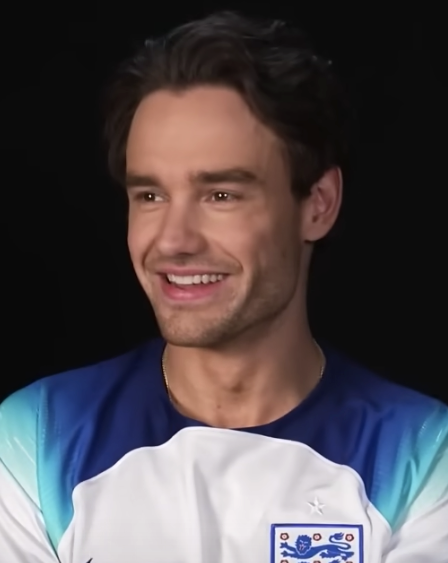
Den brittiske sångaren och låtskrivaren Liam Payne avled 16 oktober, 31 år gammal

- 3 oktober – Michel Blanc, 72, fransk filmregissör, manusförfattare och skådespelare.
- 6 oktober – Johan Neeskens, 73, nederländsk fotbollsspelare.
- 9 oktober – Ratan Tata, 86, indisk företagsledare.
- 12 oktober – Alex Salmond, 69, brittisk (skotsk) politiker, Skottlands försteminister 2007–2014.
- 14 oktober – Philip Zimbardo, 91, amerikansk psykolog.
- 16 oktober
  - Gunborg Hancock, 112, Sveriges och Nordens äldsta levande person (2022–2024)
  - Liam Payne, 31, brittisk sångare (One Direction).
  - Yahya Sinwar, 61, palestinsk militant islamist och politiker.
- 17 oktober – Andrew Schally, 97, polsk-amerikansk endokrinolog, nobelpristagare i fysiologi eller medicin 1977.
- 19 oktober - Leif Larsson, 85, svensk sportkommentator (Tipsextra).
- 20 oktober – Fethullah Gülen, 83, turkisk predikant, författare och politisk aktivist, grundare av Gülenrörelsen.
- 23 oktober
  - Hama Amadou, 74, nigerisk politiker, premiärminister 1995–1996 och 2000–2007.
  - Leon Cooper, 94, amerikansk fysiker, nobelpristagare i fysik 1972.
- 25 oktober – Phil Lesh, 84, amerikansk basist och multiinstrumentalist.
- 28 oktober – Suzanne Osten, 80, svensk dramatiker, regissör och författare.
- 30 oktober – Elisabeth Ohlson, 63, svensk fotograf, konstnär och teaterregissör.
- 31 oktober – Ewa Rudling, 88, svensk fotograf.

### November

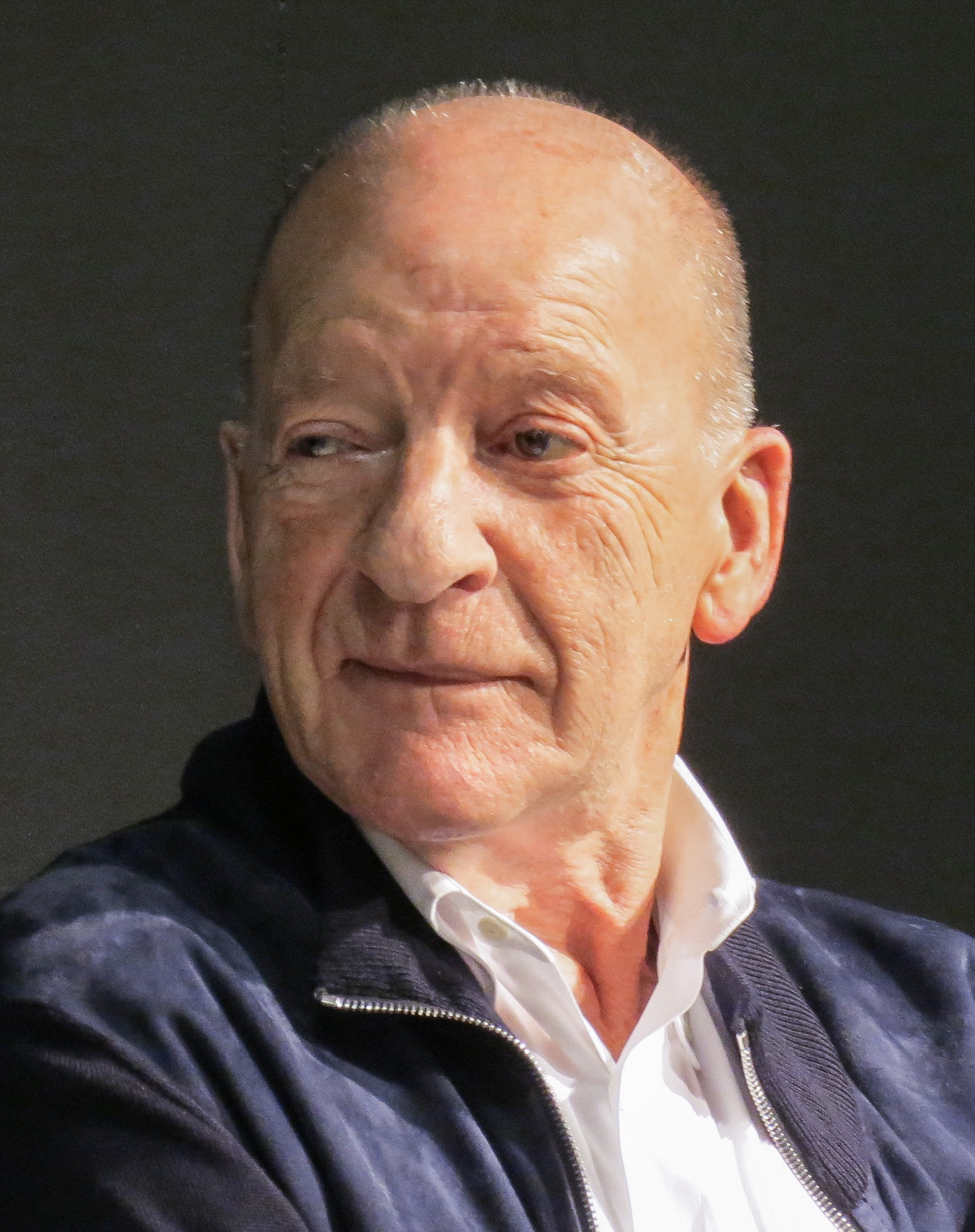
Den svenske företagsledaren Pehr G. Gyllenhammar avled 21 november, 89 år gammal.

- 3 november – Quincy Jones, 91, amerikansk musiker, kompositör, musikproducent och TV- och filmproducent.
- 4 november – Kicki Håkansson, 95, svensk fotomodell.
- 9 november – Ram Narayan, 96, indisk musiker (sarangispelare).
- 12 november
  - Roy Haynes, 99, amerikansk jazztrummis och bandledare.
  - Timothy West, 90, brittisk skådespelare.
- 15 november – Ahmed Mahamoud Silanyo, 86, somaliländsk politiker, president 2010–2017.
- 16 november – Olav Thon, 101, norsk fastighetsmagnat och affärsman.
- 17 november
  - Muazzez İlmiye Çığ, 110, turkisk historiker.
  - Allan Svensson, 73, svensk skådespelare.
- 20 november – Göran Skytte, 79, svensk journalist, kolumnist, författare och förkunnare.
- 21 november – Pehr G. Gyllenhammar, 89, svensk företagsledare.
- 22 november – Rialuth Serge Vohor, 69, vanuatisk politiker, premiärminister 1995–1998, 2004 och 2011.
- 24 november
  - Barbara Taylor Bradford, 91, brittisk författare.
  - Breyten Breytenbach, 85, sydafrikansk författare, poet och målare.
  - Colin Renfrew, 87, brittisk arkeolog.
- 25 november – Lars Wistedt, 60, svensk politiker (sverigedemokrat) och officer.
- 26 november
  - Birgitta Dahl, 87, svensk politiker (socialdemokrat), energiminister 1982–1990, miljöminister 1986–1991, riksdagens talman 1994–2002.
  - Katinka Faragó, 87, svensk filmproducent och scripta.
  - Anders Widmark, 61, svensk musiker och kompositör.

### December

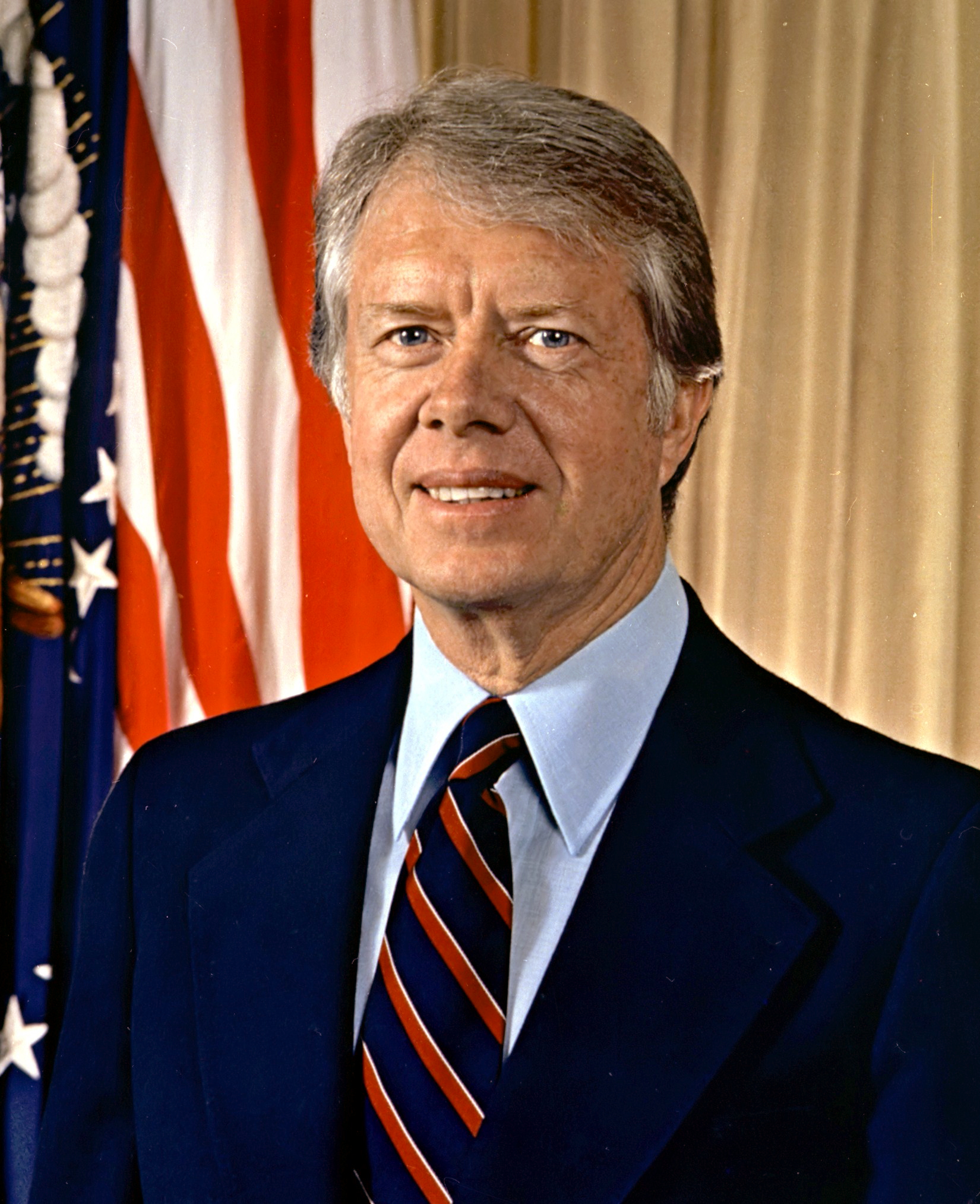
Den amerikanske politikern Jimmy Carter, USA:s president 1977–1981, avled 29 december, 100 år gammal.

- 1 december – Niels Arestrup, 75, fransk skådespelare.
- 3 december – Lars Dejert, 77, svensk skådespelare.
- 4 december – Prinsessan Birgitta, 87, svensk prinsessa.
- 8 december – Şerif Gören, 80, turkisk filmregissör.
- 17 december – Marisa Paredes, 78, spansk skådespelare.
- 18 december – John Marsden, 74, australisk författare.
- 20 december – Leif Silbersky, 86, svensk advokat och författare.
- 22 december – Daniel Höglander, 45, svensk kock och traktör.
- 24 december – Dési Bouterse, 79, surinamesisk politiker, diktator 1980–1987 och president 2010–2020.
- 26 december – Manmohan Singh, 92, indisk politiker, premiärminister 2004–2014.
- 27 december
  - Olivia Hussey, 73, brittisk skådespelare.
  - Charles Shyer, 83, amerikansk regissör, filmproducent och manusförfattare.
- 28 december – Martin Karplus, 94, österrikiskfödd amerikansk kemist, nobelpristagare i kemi 2013.
- 29 december – Jimmy Carter, 100, amerikansk demokratisk politiker, president 1977–1981 och mottagare av Nobels fredspris 2002.
- 30 december
  - Sayyid Jamshid ibn Abdullah, 95, sultan av Zanzibar 1963–1964.
  - Fraser Stoddart, 82, brittisk kemist, mottagare av Nobels kemipris 2016.
- 31 december – Arnold Rüütel, 96, estnisk politiker, president 2001–2006.